# División de Honor Plata de balonmano 2015-16
La División de Plata de Balonmano 2015-16 fue la 22ª edición de la categoría, segundo eslabón en el sistema de competición profesional de balonmano en España.
La temporada regular comenzó en el mes de septiembre de 2015 y después de disputar 30 partidos el campeón fue el Atlético Valladolid, que ascendió directamente a la Liga ASOBAL, mientras que los siguientes cuatro equipos sin contar filiales se enfrentaron entre ellos en un playoff de ascenso que venció el Bidasoa Irun, acompañando al campeón en el ascenso de categoría.
Los tres peores equipos al término de la liga fueron relegados a Primera Nacional para la siguiente temporada.

## Equipos participantes
| Equipo                    | Localización        | Estadio                          | Capacidad |
| ------------------------- | ------------------- | -------------------------------- | --------- |
| Atlético Valladolid       | Valladolid          | Huerta del Rey                   | 3 500     |
| MMT Seguros Zamora        | Zamora              | Ángel Nieto                      | 1 200     |
| Viveros Herol Nava        | Nava de la Asunción | Polideportivo Municipal          | 700       |
| Club Handbol Bordils      | Bordils             | Pavelló Blanc i Verd             | 600       |
| FC Barcelona Lassa "B"    | Barcelona           | Palau Blaugrana                  | 7 500     |
| La Roca                   | La Roca del Vallès  | Pavelló Nou                      | 1 000     |
| Meridiano Antequera       | Antequera           | Polideportivo Fernando Argüelles | 2 575     |
| Zumosol ARS Palma del Río | Palma del Río       | El Pandero                       | 1 500     |
| Juanfersa Comunicalia     | Gijón               | Palacio de Deportes              | 5 197     |
| R. G. C. Covadonga        | Gijón               | Pabellón Braulio García          | 1 331     |
| Academia Octavio          | Vigo                | As Travesas                      | 4 500     |
| Cisne BM                  | Pontevedra          | CGTD de Pontevedra               | 300       |
| Bidasoa Irun              | Irun                | Polideportivo Artaleku           | 2 686     |
| Amenabar Zarautz K. E.    | Zarauz              | Polideportivo Municipal          | 3 000     |
| Alarcos Ciudad Real       | Ciudad Real         | Quijote Arena                    | 5 863     |
| Club Balonmano Alcobendas | Alcobendas          | Los Sueños                       | 1 000     |

## Clasificación

### Temporada regular
| Pos. | Equipo                    | Pts. | PJ | G  | E | P  | GF  | GC  | Dif. | Clasificación o descenso            |
| ---- | ------------------------- | ---- | -- | -- | - | -- | --- | --- | ---- | ----------------------------------- |
| 1    | Atlético Valladolid       | 85   | 30 | 28 | 1 | 1  | 905 | 710 | +195 | Ascenso a Liga ASOBAL               |
| 2    | Bidasoa Irun              | 76   | 30 | 25 | 1 | 4  | 889 | 709 | +180 | Clasificación al playoff de ascenso |
| 3    | Zumosol ARS Palma del Río | 73   | 30 | 24 | 1 | 5  | 818 | 706 | +112 | Clasificación al playoff de ascenso |
| 4    | MMT Seguros Zamora        | 60   | 30 | 19 | 3 | 8  | 782 | 732 | +50  | Clasificación al playoff de ascenso |
| 5    | FC Barcelona Lassa "B"    | 60   | 30 | 19 | 3 | 8  | 902 | 818 | +84  |                                     |
| 6    | Alarcos Ciudad Real       | 46   | 30 | 14 | 4 | 12 | 854 | 851 | +3   | Clasificación al playoff de ascenso |
| 7    | Juanfersa Comunicalia     | 44   | 30 | 14 | 2 | 14 | 805 | 771 | +34  |                                     |
| 8    | Bordils                   | 37   | 30 | 11 | 4 | 15 | 814 | 839 | −25  |                                     |
| 9    | R. G. C. Covadonga        | 35   | 30 | 10 | 5 | 15 | 765 | 806 | −41  |                                     |
| 10   | Meridiano Antequera       | 31   | 30 | 9  | 4 | 17 | 751 | 789 | −38  |                                     |
| 11   | BM Alcobendas             | 30   | 30 | 9  | 3 | 18 | 747 | 800 | −53  |                                     |
| 12   | Viveros Herol Nava        | 30   | 30 | 9  | 3 | 18 | 739 | 816 | −77  |                                     |
| 13   | Amenabar Zarautz K. E.    | 29   | 30 | 9  | 2 | 19 | 753 | 873 | −120 |                                     |
| 14   | Cisne BM                  | 22   | 30 | 6  | 4 | 20 | 811 | 904 | −93  | Descenso a Primera Nacional         |
| 15   | La Roca                   | 22   | 30 | 6  | 4 | 20 | 800 | 892 | −92  | Descenso a Primera Nacional         |
| 16   | Academia Octavio          | 17   | 30 | 5  | 2 | 23 | 735 | 854 | −119 | Descenso a Primera Nacional         |

 Fuente: División de Plata y rfebm.net
Criterios de clasificación: 1) puntos; 2) puntos en enfrentamiento directo; 3) diferencia de goles en enfrentamiento directo; 4) diferencia de goles; 5) goles totales anotados

### Playoffs de ascenso
Los playoffs de ascenso fueron disputados en Irún, en el Polideportivo Artaleku, estadio donde hace de local el Bidasoa Irun, mejor clasificado en la liga regular de los participantes, en los días 4 y 5 de junio de 2016.
El ganador de estos playoffs ascendió a la Liga ASOBAL junto al Atlético Valladolid, campeón de la liga regular.
|  | Semifinales                 | Semifinales |                      |                | Final | Final |  |
|  |                             |             |                      |                |       |       |  |
|  |                             |             |                      |                |       |       |  |
|  | 1 Bidasoa Irun              | 19          |                      |                |       |       |  |
|  | 1 Bidasoa Irun              | 19          |                      |                |       |       |  |
|  | 4 Alarcos Ciudad Real       | 15          |                      |                |       |       |  |
|  | 4 Alarcos Ciudad Real       | 15          |                      | 4 Bidasoa Irun | 25    |       |  |
|  |                             |             |                      | 4 Bidasoa Irun | 25    |       |  |
|  |                             |             | 2 MMT Seguros Zamora | 21             |       |       |  |
|  | 6 Zumosol ARS Palma del Río | 17          | 2 MMT Seguros Zamora | 21             |       |       |  |
|  | 6 Zumosol ARS Palma del Río | 17          |                      |                |       |       |  |
|  | 2 MMT Seguros Zamora        | 22          |                      |                |       |       |  |
|  | 2 MMT Seguros Zamora        | 22          |                      |                |       |       |  |
|  |                             |             |                      |                |       |       |  |

| Asciende a Liga ASOBAL 2016-17 |
| ------------------------------ |
| Bidasoa Irun                   |